# هربرت إم. أليسون
هربرت إم. أليسون (بالإنجليزية: Herbert M. Allison)‏ هو ضابط أمريكي، ولد في 2 أغسطس 1943 في بيتسبرغ في الولايات المتحدة، وتوفي في 14 يوليو 2013 في ويستبورت (كونيتيكت) في الولايات المتحدة بسبب نوبة قلبية.

## وصلات خارجية
- هربرت إم. أليسون على موقع إن إن دي بي (الإنجليزية)